# Stauffenberg

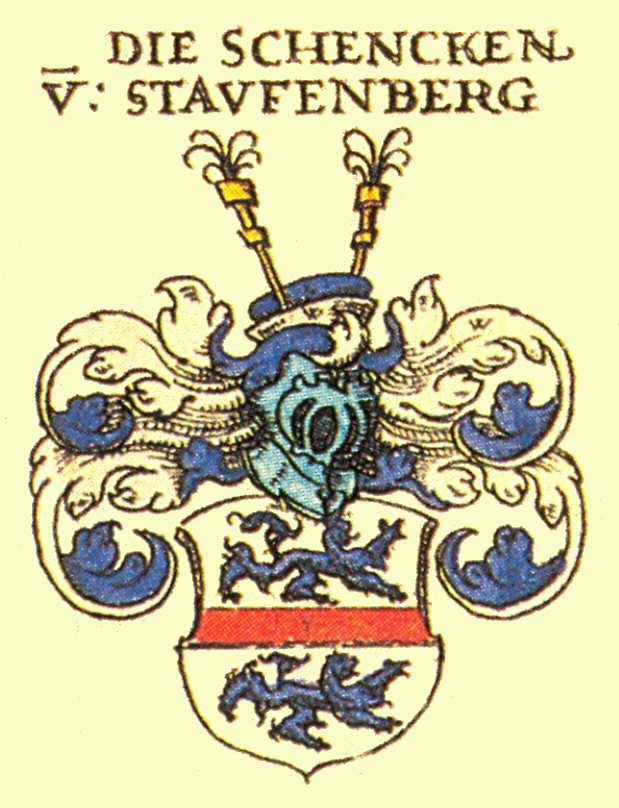
Escudo de armas de la familia.

La familia Schenk von Stauffenberg es una familia de condes y barones históricamente importante del sur de Alemania.
Su primera mención como familia de nobles data de 1251 (Wernher Schenk von Zell).
Entre sus miembros más notorios se encuentran:
- Marquard Sebastian Schenk von Stauffenberg (14 de mayo de 1644-1693), arzobispo de Regensburg.
- Johann Franz Schenk von Stauffenberg (1658-1740).
- Alexander Schenk Graf von Stauffenberg, historiador.
- Claus Philipp Maria Justinian Schenk Graf von Stauffenberg (1907-1944), coronel conde. El 20 de julio de 1944 intentó matar al dictador nazi Adolf Hitler colocando un paquete bomba en el cuartel general de la Wolfsschanze en Prusia Oriental (actual Polonia).[1]
- Franz Ludwig Schenk Graf von Stauffenberg, político y miembro del parlamento alemán, tercer hijo del anterior.
- Melitta Gräfin Schenk von Stauffenberg, famosa aviadora y piloto de pruebas de la Luftwaffe.
- Berthold Schenk von Stauffenberg (1905-1944), jurista y miembro de la resistencia antinazi.